# Apamea cuneatella
Apamea cuneatella är en fjärilsart som beskrevs av Embrik Strand 1921. Apamea cuneatella ingår i släktet Apamea och familjen nattflyn. Inga underarter finns listade i Catalogue of Life.